# Partiti politici in Francia
Questa pagina raccoglie i partiti politici presenti in Francia.
In Francia vige un sistema politico multipartitico, in cui il numero di partiti politici in competizione è sufficientemente elevato da rendere quasi inevitabile che, per partecipare all'esercizio del potere, ogni singolo partito debba essere disposto a negoziare con uno o più altri al fine di formare alleanze elettorali e/o accordi di coalizione.
Fino a poco tempo fa, il governo francese aveva alternato due coalizioni piuttosto stabili:
- quella di centro-sinistra, guidata dal Partito Socialista e con partner minori come i Verdi e il Partito Radicale di Sinistra.
- quella di centro-destra, guidata dai Repubblicani (e in precedenza dai suoi predecessori, l'Unione per un Movimento Popolare e il Raggruppamento per la Repubblica) e dall'Unione dei Democratici e degli Indipendenti.

Questo fino alle elezioni presidenziali del 2017, quando Emmanuel Macron del partito centrista La République En Marche! (LREM) ha sconfitto al secondo turno Marine Le Pen del partito di estrema destra, Rassemblement National. Questa è stata la prima volta in cui un terzo partito ha vinto la presidenza, nonché la prima volta in cui nessuna delle principali coalizioni si è presentata al secondo turno di un'elezione presidenziale. A ciò ha fatto seguito una significativa vittoria del LREM alle elezioni legislative del 2017, con la conquista di una maggioranza di 350 seggi. Entrambe le coalizioni tradizionali hanno subito importanti sconfitte.
Alle elezioni presidenziali del 2022 si è ripetuto lo stesso scenario, con la vittoria di Emmanuel Macron. Entrambi i partiti tradizionali (Partito Socialista e Repubblicani) hanno ottenuto meno del 5% ciascuno, mentre La France Insoumise di Jean-Luc Mélenchon è emerso come il partito di sinistra dominante, classificandosi terzo al primo turno.
Il Rassemblement National (precedentemente noto come Fronte Nazionale prima di un cambio di nome nel 2018) ha ottenuto successi significativi anche in altre elezioni. Dal 2014, il partito si è affermato come uno dei principali partiti in Francia, classificandosi al primo posto nelle elezioni europee del 2014 e del 2019 e nelle elezioni locali del 2015, anche se non è riuscito a conquistare il governo in nessuna regione a causa dell'alleanza all'ultimo sangue tra le coalizioni di centro-sinistra e centro-destra in Alta Francia e Provenza-Alpi-Costa Azzurra.

## Partiti eletti

### Principali partiti rappresentati a livello nazionale
| Partito | Partito | Partito                                           | Leader                                                                     | Collocazione               | Ideologia principale                                                        | Coalizione nazionale          | Affiliazione europea                | Assemblea Nazionale | Senato    | Parlamento europeo | Presidenza dei consigli regionali | Presidenza dei consigli dipartimentali |
| ------- | ------- | ------------------------------------------------- | -------------------------------------------------------------------------- | -------------------------- | --------------------------------------------------------------------------- | ----------------------------- | ----------------------------------- | ------------------- | --------- | ------------------ | --------------------------------- | -------------------------------------- |
|         |         | Renaissance (RE)                                  | Gabriel Attal                                                              | Centro / Centro-destra     | - Liberalismo                                                               | Ensemble                      | ALDE/Renew Europe                   | 99 / 577            | 13 / 348  | 5 / 81             | 1 / 18                            | 2 / 98                                 |
|         |         | I Repubblicani (LR) Les Républicains              | François-Xavier Bellamy, Annie Genevard, Michèle Tabarot, Daniel Fasquelle | Centro-destra / Destra     | - Conservatorismo - Conservatorismo liberale                                | UDC/Groupe Les Républicains   | Partito Popolare Europeo/Gruppo PPE | 47 / 577            | 116 / 348 | 6 / 81             | 3 / 18                            | 39 / 98                                |
|         |         | Rassemblement National (RN)                       | Jordan Bardella                                                            | Estrema destra             | - Nazionalismo francese - Populismo di destra                               | Groupe Rassemblement National | Patriots.eu/PfE                     | 122 / 577           | 3 / 348   | 30 / 81            | 0 / 18                            | 0 / 98                                 |
|         |         | Partito Socialista (PS) Le Parti Socialiste       | Olivier Faure                                                              | Centro-sinistra / Sinistra | - Socialdemocrazia - Europeismo                                             | Nuovo Fronte Popolare         | PSE/S&D                             | 65 / 577            | 63 / 348  | 10 / 81            | 5 / 18                            | 27 / 98                                |
|         |         | La France Insoumise (LFI)                         | Manuel Bompard                                                             | Sinistra                   | - Socialismo democratico - Populismo di sinistra - Euroscetticismo moderato | Nuovo Fronte Popolare         | ELA/GUE/NGL                         | 75 / 577            | 0 / 348   | 9 / 81             | 0 / 18                            | 0 / 98                                 |
|         |         | Movimento Democratico (MoDem) Mouvement Démocrate | François Bayrou                                                            | Centro / Centro-destra     | - Liberalismo - Cristianesimo democratico                                   | Ensemble                      | PDE/Renew Europe                    | 33 / 577            | 3 / 348   | 3 / 81             | 0 / 18                            | 1 / 98                                 |
|         |         | Horizons (HOR)                                    | Édouard Philippe                                                           | Centro-destra              | - Conservatorismo liberale                                                  | Ensemble                      | Renew Europe                        | 26 / 577            | 13 / 348  | 2 / 81             | 1 / 18                            | 0 / 98                                 |
|         |         | Gli Ecologisti (LÉ) Les Écologistes               | Marine Tondelier                                                           | Centro-sinistra / Sinistra | - Politica verde                                                            | Nuovo Fronte Popolare         | PVE/Verdi/ALE                       | 25 / 577            | 12 / 348  | 5 / 81             | 0 / 18                            | 0 / 98                                 |

1. ↑  Leadership collegiale ad interim istituita dopo le dimissioni di Éric Ciotti dall'incarico di presidente del partito il 22 settembre 2024 in seguito alla crisi dell'alleanza dei Repubblicani avvenuta lo stesso anno.

### Altri partiti rappresentati a livello nazionale
| Partito | Partito | Partito                                                                               | Leader                                  | Collocazione                | Ideologia principale | Coalizione nazionale               | Assemblea Nazionale | Senato   | Parlamento europeo | Presidenza dei consigli regionali | Presidenza dei consigli dipartimentali |
| ------- | ------- | ------------------------------------------------------------------------------------- | --------------------------------------- | --------------------------- | --- | ---------------------------------- | ------------------- | -------- | ------------------ | --------------------------------- | -------------------------------------- |
|         |         | Partito di Sinistra (PG) Parti de Gauche                                              | Éric Coquerel, Danielle Simonnet        | Sinistra                    | - Socialismo democratico - Populismo di sinistra - Nazionalismo di sinistra                                                         | Nuovo Fronte Popolare              | 20 / 577            | 0 / 348  | 0 / 81             | 0 / 18                            | 0 / 98                                 |
|         |         | Unione delle Destre per la Repubblica (UDR) Union des droites pour la République      | Éric Ciotti                             | Estrema destra              | - Conservatorismo - Populismo di destra                                                                                             | Groupe UDR                         | 17 / 577            | 0 / 348  | 0 / 81             | 0 / 18                            | 0 / 98                                 |
|         |         | Partito Comunista Francese (PCF) Parti Communiste Français                            | Fabien Roussel                          | Sinistra / Estrema sinistra | - Comunismo - Euroscetticismo moderato                                                                                              | GDR/Nuovo Fronte Popolare          | 9 / 577             | 14 / 348 | 0 / 81             | 0 / 18                            | 0 / 98                                 |
|         |         | Territoires de Progrès (TDP)                                                          | Olivier Dussopt                         | Centro / Centro-destra      | - Liberalismo sociale - Democrazia sociale                                                                                          | Ensemble                           | 9 / 577             | 2 / 348  | 0 / 81             | 0 / 18                            | 0 / 98                                 |
|         |         | Génération.s                                                                          | Benoît Hamon                            | Centro-sinistra / Sinistra  | - Democrazia sociale - Socialismo democratico                                                                                       | Nuovo Fronte Popolare              | 6 / 577             | 0 / 348  | 0 / 81             | 0 / 18                            | 0 / 98                                 |
|         |         | Unione dei Democratici e degli Indipendenti (UDI) Union de démocrates et indépendants | Benoît Hamon                            | Centro / Centro-destra      | - Centrismo - Liberalismo sociale - Europeismo - Democrazia cristiana                                                               | UDC                                | 5 / 577             | 32 / 348 | 1 / 81             | 0 / 18                            | 8 / 98                                 |
|         |         | Utiles                                                                                | Bertrand Pancher                        | Centro                      | - Europeismo - Umanesimo - Localismo                                                                                                | LIOT                               | 5 / 577             | 2 / 348  | 0 / 81             | 0 / 18                            | 0 / 98                                 |
|         |         | L'Avenir Français (LAF)                                                               | Jean-Philippe Tanguy                    | Destra / Estrema destra     | - Gollismo - Conservatorismo nazionale - Sovranismo - Euroscetticismo                                                               | Groupe Rassemblement National      | 5 / 577             | 0 / 348  | 0 / 81             | 0 / 18                            | 0 / 98                                 |
|         |         | Soyons Libres (SL)                                                                    | Valérie Pécresse                        | Centro-destra               | - Conservatorismo liberale - Neogollismo - Liberalismo economico - Europeismo                                                       | UDC                                | 4 / 577             | 6 / 348  | 0 / 81             | 1 / 18                            | 1 / 98                                 |
|         |         | Identité-Libertés (IDL)                                                               | Laurence Trochu                         | Estrema destra              | - Nazionalismo francese - Conservatorismo nazionale - Islamofobia - Anti-immigrazione - Liberalismo economico                       | Groupe Rassemblement National      | 3 / 577             | 0 / 348  | 4 / 81             | 0 / 18                            | 0 / 98                                 |
|         |         | L'Après                                                                               |                                         | Sinistra                    | - Socialismo - Ecologia politica | Nuovo Fronte Popolare              | 4 / 577             | 0 / 348  | 0 / 81             | 0 / 18                            | 0 / 98                                 |
|         |         | Oser la France (OLF)                                                                  | Julien Aubert                           | Centro-destra / Destra      | - Gollismo - Sovranismo | Groupe Les Républicains            | 3 / 577             | 4 / 348  | 0 / 81             | 0 / 18                            | 0 / 98                                 |
|         |         | Sinistra Ecosocialista (GES) Gauche Écosocialiste                                     |                                         | Sinistra                    | - Socialismo - Ecosocialismo - Anti-globalizzazione                                                                                 | Groupe LFI/Nuovo Fronte Popolare   | 2 / 577             | 0 / 348  | 0 / 81             | 0 / 18                            | 0 / 98                                 |
|         |         | Nouvelle Énergie (NÉ)                                                                 | David Lisnard                           | Destra                      | - Liberalismo - Ordoliberalismo - Democrazia cristiana - Liberalismo economico - Neogollismo                                        | Groupe Droite Républicaine         | 1 / 577             | 9 / 348  | 0 / 81             | 0 / 18                            | 0 / 98                                 |
|         |         | Partito Radicale (RAD) Parti Radical                                                  | Laurent Hénart, Sylvia Pinel            | Centro                      | - Liberalismo - Europeismo | Ensemble, LIOT                     | 1 / 577             | 8 / 348  | 0 / 81             | 0 / 18                            | 0 / 98                                 |
|         |         | I Cantristi (LC) Les Centristes                                                       | Hervé Morin                             | Centro / Centro-destra      | - Centrismo - Liberalismo conservatore - Democrazia cristiana                                                                       | LIOT/UDC                           | 1 / 577             | 7 / 348  | 0 / 81             | 1 / 18                            | 2 / 98                                 |
|         |         | Alleanza Centrista (AC) Alliance Centriste                                            | Philippe Folliot                        | Centro                      | - Centrismo - Liberalismo | Groupe Ensemble pour la République | 1 / 577             | 4 / 348  | 0 / 81             | 0 / 18                            | 0 / 98                                 |
|         |         | Place Publique (PP)                                                                   | Raphaël Glucksmann                      | Centro-sinistra             | - Socialdemocrazia - Europeismo | Nuovo Fronte Popolare              | 1 / 577             | 1 / 348  | 3 / 81             | 0 / 18                            | 0 / 98                                 |
|         |         | La Convenzione (LC) La Convention                                                     | Bernard Cazeneuve                       | Sinistra                    | - Socialismo | Nuovo Fronte Popolare              | 1 / 577             | 2 / 348  | 0 / 81             | 0 / 18                            | 2 / 98                                 |
|         |         | Territoirs 44                                                                         | Jean-Claude Raux                        | Sinistra                    | - Politica verde | Gruppo Ecologista e Sociale        | 1 / 577             | 1 / 348  | 0 / 81             | 0 / 18                            | 0 / 98                                 |
|         |         | Nuovo Partito Anticapitalista (NPA) Nouveau Parti Anticapitaliste                     | Christine Poupin                        | Estrema sinistra            | - Anticapitalismo - Alter-globalizzazione - Ecosocialismo - Euroscetticismo - Femminismo - Progressismo - Socialismo del XXI secolo | Nuovo Fronte Popolare              | 1 / 577             | 0 / 348  | 0 / 81             | 0 / 18                            | 0 / 98                                 |
|         |         | En Commun (EC)                                                                        | Philippe Hardouin                       | Centro-sinistra             | - Politica verde | Ensemble                           | 1 / 577             | 0 / 348  | 0 / 81             | 0 / 18                            | 0 / 98                                 |
|         |         | Generazione Ecologia (GÉ) Génération Écologie                                         | Delphine Batho                          | Centro                      | - Politica verde - Ecologia integrale - Ecofemminismo                                                                               | Nuovo Fronte Popolare              | 1 / 577             | 0 / 348  | 0 / 81             | 0 / 18                            | 0 / 98                                 |
|         |         | Rivoluzione Ecologica per il Vivente (REV) Révolution Écologique pour le Vivant       | Aymeric Caron                           | Sinistra                    | - Animalismo - Democrazia sociale                                                                                                   | Nuovo Fronte Popolare              | 1 / 577             | 0 / 348  | 0 / 81             | 0 / 18                            | 0 / 98                                 |
|         |         | Partito Operaio Independente (POI) Parti Ouvrier Indépendant                          |                                         | Sinistra                    | - Marxismo | Groupe LFI/Nuovo Fronte Popolare   | 1 / 577             | 0 / 348  | 0 / 81             | 0 / 18                            | 0 / 98                                 |
|         |         | Sinistra Repubblicana e Socialista (GRS) Gauche Républicaine et Socialiste            | Emmanuel Maurel, Marie-Noëlle Lienemann | Sinistra                    | - Socialismo - Euroscetticismo - Interventismo economico - Statalismo                                                               | Groupe LFI/FGR                     | 1 / 577             | 0 / 348  | 0 / 81             | 0 / 18                            | 0 / 98                                 |
|         |         | Pour une écologie populaire et sociale (PEPS)                                         |                                         | Sinistra                    | - Anticapitalismo - Ecologia sociale - Comunalismo - Confederalismo democratico - Ecofemminismo                                     | Groupe LFI                         | 1 / 577             | 0 / 348  | 0 / 81             | 0 / 18                            | 0 / 98                                 |
|         |         | Nous France                                                                           | Xavier Bertrand                         | Destra                      | - Conservatorismo - Conservatorismo liberale                                                                                        | Groupe Droite Républicaine         | 1 / 577             | 0 / 348  | 0 / 81             | 0 / 18                            | 0 / 98                                 |
|         |         | Du Courage (DC)                                                                       | Aurélien Pradié                         | Destra                      | |                                    | 1 / 577             | 0 / 348  | 0 / 81             | 0 / 18                            | 0 / 98                                 |
|         |         | Partito Radicale di Sinistra (PRG) Parti Radical de Gauche                            | Guillaume Lacroix                       | Centro-sinistra             | - Liberalismo sociale - Europeismo                                                                                                  |                                    | 0 / 577             | 4 / 348  | 0 / 81             | 0 / 18                            | 2 / 98                                 |
|         |         | Forza Europea Democratica (FED) Force Européenne Démocrate                            | Jean-Christophe Lagarde                 | Centro-destra               | - Centrismo - Liberalismo sociale - Europeismo - Democrazia cristiana                                                               | UDI/UDC                            | 0 / 577             | 2 / 348  | 0 / 81             | 0 / 18                            | 0 / 98                                 |
|         |         | La France Audacieuse (LFA)                                                            | Christian Estrosi                       | Centro-destra               | - Neogollismo - Conservatorismo liberale - Democrazia cristiana - Europeismo                                                        | Groupe Les Républicains            | 0 / 577             | 2 / 348  | 0 / 81             | 0 / 18                            | 0 / 98                                 |
|         |         | Reconquête (R!)                                                                       | Éric Zemmour                            | Estrema destra              | - Conservatorismo nazionale - Anti-immigrazione - Gollismo - Euroscetticismo moderato                                               |                                    | 0 / 577             | 0 / 348  | 1 / 81             | 0 / 18                            | 0 / 98                                 |
|         |         | La Force du 13 (LFD13)                                                                | Jean-Noël Guérini                       | Sinistra                    | - Socialdemocrazia |                                    | 0 / 577             | 1 / 348  | 0 / 81             | 0 / 18                            | 0 / 98                                 |
|         |         | Ensemble sur nos Territoires (ESNT)                                                   | Ronan Dantec                            | Sinistra                    | - Socialismo - Politica verde - Nazionalismo bretone                                                                                | Territoires 44                     | 0 / 577             | 1 / 348  | 0 / 81             | 0 / 18                            | 0 / 98                                 |

### Partiti regionali rappresentati a livello nazionale
| Partito | Partito | Partito | Leader                               | Collocazione                | Ideologia principale | Coalizione nazionale                             | Assemblea Nazionale | Senato  | Parlamento europeo | Presidenza dei consigli regionali | Presidenza dei consigli dipartimentali | Territorio                         |
| ------- | ------- | --- | ------------------------------------ | --------------------------- | --- | ------------------------------------------------ | ------------------- | ------- | ------------------ | --------------------------------- | -------------------------------------- | ---------------------------------- |
|         |         | Euskal Herria Bai (EH Bai)                                                                                          | Gabriel Attal                        | Sinistra / Estrema sinistra | - Nazionalismo basco - Nazionalismo di sinistra - Sinistra Abertzale - Socialismo - Ecologismo                                 | Nuovo Fronte Popolare                            | 1 / 3               | 0 / 348 | 0 / 79             | 0 / 1                             | 0 / 1                                  | Paesi Baschi                       |
|         |         | Femu a Corsica (Femu)                                                                                               | Gilles Simeoni                       | Trasversale                 | - Nazionalismo corso - Nazionalismo di sinistra - Autonomismo corso                                                            | Régions et Peuples Solidaires                    | 1 / 4               | 0 / 2   | 0 / 79             | 1 / 1                             | 1 / 1                                  | Corsica                            |
|         |         | Partito della Nazione Corsa (PNC) Partitu di a Nazione Corsa                                                        | Jean-Christophe Angelini             | Sinistra                    | - Nazionalismo corso - Nazionalismo di sinistra - Autonomismo corso - Socialdemocrazia                                         | Régions et Peuples Solidaires                    | 1 / 4               | 0 / 2   | 0 / 79             | 0 / 1                             | 0 / 1                                  | Corsica                            |
|         |         | Comitato Centrale Bonapartista (CCB)                                                                                | André Villanova                      | Centro-destra               | - Localismo - Regionalismo corso - Bonapartismo - Conservatorismo - Monarchismo costituzionale                                 | Le Groupe Horizons                               | 1 / 4               | 0 / 2   | 0 / 79             | 0 / 1                             | 0 / 1                                  | Corsica                            |
|         |         | Tapura Huiraatira (TH)                                                                                              | Édouard Fritch                       | Centro-destra               | - Liberalismo - Autonomismo - Anti-indipendenza                                                                                | Ensemble                                         | 1 / 3               | 1 / 2   | 0 / 79             | 0 / 1                             | 0 / 1                                  | Polinesia Francese                 |
|         |         | Tavini Huiraatira (TH)                                                                                              | Oscar Temaru                         | Sinistra                    | - Indipendentismo polinesiano - Socialdemocrazia - Socialismo democratico - Progressismo                                       | GDR                                              | 1 / 3               | 0 / 2   | 0 / 79             | 1 / 1                             | 1 / 1                                  | Polinesia Francese                 |
|         |         | A here ia Porinetia (AHIP)                                                                                          | Nicole Sanquer                       | Destra / Estrema destra     | - Autonomismo polinesiano - Anti-indipendenza - Repubblicanesimo - Localismo                                                   | LIOT                                             | 1 / 3               | 0 / 2   | 0 / 79             | 0 / 1                             | 0 / 1                                  | Polinesia Francese                 |
|         |         | Ia Ora te Nuna'a | Teva Rohfritsch                      | Centro / Centro-destra      | - Autonomismo polinesiano - Anti-indipendenza                                                                                  | RDPI/Ensemble                                    | 0 / 3               | 1 / 2   | 0 / 79             | 0 / 1                             | 0 / 1                                  | Polinesia Francese                 |
|         |         | Guyane Rassemblement (GR)                                                                                           | Rodolphe Alexandre                   | Centro                      | | Groupe Ensemble pour la République               | 0 / 2               | 1 / 2   | 0 / 79             | 0 / 1                             | 0 / 1                                  | Guyana Francese                    |
|         |         | Movimento di Decolonizzazione ed Emancipazione Sociale (MDES) Mouvement de décolonisation et d'émancipation sociale | Fabien Canavy                        | Estrema sinistra            | - Nazionalismo Guyanese - Anticolonialismo - Marxismo                                                                          | Nuovo Fronte Popolare                            | 1 / 2               | 0 / 2   | 0 / 79             | 0 / 1                             | 0 / 1                                  | Guyana Francese                    |
|         |         | Nouvelle Force de Guyane (NFG)                                                                                      | Marie-Laure Phinéra-Horth            | Sinistra                    | | RDPI                                             | 0 / 2               | 1 / 2   | 0 / 79             | 0 / 1                             | 0 / 1                                  | Guyana Francese                    |
|         |         | Pou Lagwiyann Dékolé (PLD)                                                                                          | Davy Rimane                          | Sinistra                    | - Localismo | Nuovo Fronte Popolare                            | 1 / 2               | 0 / 2   | 0 / 79             | 0 / 1                             | 0 / 1                                  | Guyana Francese                    |
|         |         | Alleanza Solidale dei Francesi all'Estero (ASFE) Alliance Solidaire des Français de l’Étranger                      | Davy Rimane                          | Centro-destra / Destra      | | Groupe Les Républicains                          | 0 / 11              | 3 / 6   | 0 / 79             | 0 / 1                             | 0 / 1                                  | Diaspora Francese                  |
|         |         | Guadalupa Unita, Solidale e Responsabile (GUSR) Guadeloupe Unie, Solidaire et Responsable                           | Guy Losbar                           | Centro-sinistra             | - Democrazia sociale - Liberalismo sociale - Autonomismo                                                                       | Groupe Ensemble pour la République               | 0 / 4               | 2 / 3   | 0 / 79             | 1 / 1                             | 1 / 1                                  | Guadalupa                          |
|         |         | Partito Progressista Democratico di Guadalupa (PPDG) Parti Progressiste Démocratique Guadeloupéen                   | Jacques Bangou                       | Centro-sinistra / Sinistra  | - Socialismo democratico - Post-marxismo - Autonomismo                                                                         | Nuovo Fronte Popolare                            | 1 / 4               | 0 / 2   | 0 / 79             | 0 / 1                             | 0 / 1                                  | Guadalupa                          |
|         |         | Federazione del Partito Socialista di Guadalupa (FGPS) Fédération Guadeloupéenne du Parti Socialiste                | Olivier Nicolas                      | Centro-sinistra             | - Democrazia sociale - Progressismo - Democrazia sociale - Ecologia sociale - Europeismo                                       | Nuovo Fronte Popolare                            | 1 / 4               | 1 / 3   | 0 / 79             | 0 / 1                             | 0 / 1                                  | Guadalupa                          |
|         |         | Eko Zabym (EK) | Olivier Serva                        | Trasversale                 | - Localismo | LIOT                                             | 1 / 4               | 0 / 2   | 0 / 79             | 0 / 1                             | 0 / 1                                  | Guadalupa                          |
|         |         | Péyi-A | Jean-Philippe Nilor, Marcelin Nadeau | Sinistra                    | - Post-marxismo - Indipendentismo                                                                                              | GDR/Nuovo Fronte Popolare                        | 3 / 4               | 0 / 2   | 0 / 79             | 0 / 1                             | 0 / 1                                  | Martinica                          |
|         |         | Federazione Socialista della Martinica (FSM) Fédération Socialiste de la Martinique                                 | Béatrice Bellay                      | Sinistra                    | - Socialismo | Groupe socialiste et Sénat/Nuovo Fronte Popolare | 1 / 4               | 0 / 2   | 0 / 79             | 0 / 1                             | 0 / 1                                  | Martinica                          |
|         |         | La Martinique Ensemble (LME)                                                                                        | Catherine Conconne                   | Sinistra                    | - Localismo | Groupe socialiste et Sénat/Nuovo Fronte Popolare | 0 / 4               | 1 / 2   | 0 / 79             | 0 / 1                             | 0 / 1                                  | Martinica                          |
|         |         | Dynamique Trinitéenne (DT)                                                                                          | Frédéric Buval                       | Sinistra                    | - Localismo | Groupe socialiste et Sénat/Nuovo Fronte Popolare | 0 / 4               | 1 / 2   | 0 / 79             | 0 / 1                             | 0 / 1                                  | Martinica                          |
|         |         | Partito Progressista Martinichese (PPM) Parti Progressiste Martiniquais                                             | Serge Letchimy                       | Sinistra                    | - Progressismo - Socialismo democratico - Autonomismo                                                                          | Nuovo Fronte Popolare                            | 0 / 4               | 0 / 2   | 0 / 79             | 1 / 1                             | 1 / 1                                  | Martinica                          |
|         |         | Le Rassemblement | Thierry Santa                        | Destra                      | - Anti-indipendentismo - Gollismo - Conservatorismo - Conservatorismo liberale - Democrazia cristiana                          | Groupe Les Républicains                          | 0 / 2               | 1 / 2   | 0 / 79             | 0 / 1                             | 0 / 1                                  | Nuova Caledonia                    |
|         |         | Unione Caledoniana (UC) Union Calédonienne                                                                          | Daniel Goa                           | Centro-sinistra             | - Indipendentismo - Socialismo melanesiano - Cristianesimo sociale                                                             | CRCÉ Kanaky/Ensemble                             | 1 / 2               | 1 / 2   | 0 / 79             | 0 / 1                             | 0 / 1                                  | Nuova Caledonia                    |
|         |         | Générations NC (GNC)                                                                                                | Nicolas Metzdorf                     | Centro / Centro-destra      | - Anti-indipendentismo - Autonomismo - Liberalismo conservatore - Centralizzazione - Ecologismo                                | Groupe Ensemble pour la République               | 1 / 2               | 0 / 2   | 0 / 79             | 0 / 1                             | 0 / 1                                  | Nuova Caledonia                    |
|         |         | Picardie Debout | François Ruffin                      | Sinistra                    | - Anticapitalismo - Protezionismo - Sovranismo di sinistra - Populismo di sinistra - Democrazia partecipatoria - Ecosocialismo | Groupe LFI/Nuovo Fronte Popolare                 | 1 / 10              | 0 / 348 | 0 / 79             | 0 / 1                             | 0 / 3                                  | Piccardia ( Alta Francia)          |
|         |         | Pour La Réunion (PLA)                                                                                               | Huguette Bello                       | Sinistra                    | - Post-marxismo - Socialismo democratico                                                                                       | Nuovo Fronte Popolare                            | 2 / 7               | 1 / 2   | 0 / 79             | 0 / 1                             | 0 / 1                                  | La Riunione                        |
|         |         | Rézistans Égalité 974 (RÉ974)                                                                                       | Jean-Hugues Ratenon                  | Sinistra                    | - Democrazia sociale - Regionalismo                                                                                            | Groupe LFI/Nuovo Fronte Popolare                 | 2 / 7               | 0 / 348 | 0 / 79             | 0 / 1                             | 0 / 1                                  | La Riunione                        |
|         |         | Le Progrès (LP) |                                      | Sinistra                    | - Democrazia sociale | Nuovo Fronte Popolare                            | 1 / 7               | 0 / 4   | 0 / 79             | 0 / 1                             | 0 / 1                                  | La Riunione                        |
|         |         | Seine-Saint-Denis at Heart! (SSDAC)                                                                                 | Aly Diouara                          | Sinistra                    | - Localismo | Groupe LFI/Nuovo Fronte Popolare                 | 1 / 12              | 0 / 6   | 0 / 79             | 0 / 1                             | 0 / 1                                  | Senna-Saint-Denis ( Île-de-France) |
|         |         | Rassemblement Saint-Martinois (RSM)                                                                                 | Louis Mussington                     | Sinistra                    | - Autonomismo | Nuovo Fronte Popolare                            | 1 / 1               | 1 / 2   | 0 / 79             | 1 / 1                             | 1 / 1                                  | Saint-Martin                       |
|         |         | Cap sur l'Avenir | Annick Girardin                      | Centro-sinistra             | - Radicalismo | Groupe Ensemble pour la République               | 0 / 1               | 1 / 1   | 0 / 79             | 0 / 1                             | 0 / 1                                  | Saint-Pierre e Miquelon            |
|         |         | Archipel Demain | Gérard Grignon                       | Centro-destra               | - Democrazia cristiana - Conservatorismo sociale                                                                               | RDSE                                             | 1 / 1               | 0 / 1   | 0 / 79             | 0 / 1                             | 0 / 1                                  | Saint-Pierre e Miquelon            |

### Partiti solamente regionali
| Partito | Partito | Partito                                                                                                | Leader                                                               | Collocazione               | Ideologia principale | Coalizione nazionale                                | Consiglieri territoriali |
| ------- | ------- | --- | -------------------------------------------------------------------- | -------------------------- | --- | --------------------------------------------------- | ------------------------ |
|         |         | Movimento della Ruralità (LMR) Le Mouvement de la Ruralité                                             | Eddie Puyjalon                                                       | Destra                     | - Valori rurali tradizionali - Rifiuto della legislazione ambientale e dei regolamenti che limitano il diritto di caccia e di pesca - Conservatorismo - Euroscetticismo |                                                     | 4 / 1 880                |
|         |         | Movimento Ecologista Indipendente (MEI) Mouvement Ecologiste Indépendant                               | Antoine Waechter                                                     | Centro                     | - Politica verde - Centrismo - Antinucleare |                                                     | 3 / 1 880                |
|         |         | Centro Nazionale degli Indipendenti e dei Contadini (CNIP) Centre National des Indépendants et Paysans | Bruno North                                                          | Destra                     | - Nazionalismo francese - Conservatorismo - Ruralismo - Euroscetticismo                                                                                                 |                                                     | 4 / 1 880                |
|         |         | VIA, La Voie du Peuple (VIA)                                                                           | Jean-Frédéric Poisson                                                | Estrema destra             | - Democrazia cristiana - Conservatorismo sociale - Euroscetticismo moderato                                                                                             | Reconquête                                          | 2 / 1 880                |
|         |         | Breizh War Raok (BWR/PLB)                                                                              | André Lavanant                                                       | Sinistra                   | - Nazionalismo bretone - Regionalismo - Socialismo - Ecologismo |                                                     | 1 / 1 880                |
|         |         | Partito Animalista (PA) Parti Animaliste                                                               | Antoine Stathoulias, Douchka Markovic, Hélène Thouy, Pierre Mazaheri | Sinistra                   | - Animalismo - Diritti degli animali |                                                     | 1 / 1 880                |
|         |         | Bretagne Écologie (BÉ)                                                                                 |                                                                      | Centro-sinistra / Sinistra | - Progressismo - Politica verde - Federalismo europeo - Alter-globalizzazione - Regionalismo                                                                            |                                                     | 1 / 1 880                |
|         |         | Debout la France (DLF)                                                                                 | Nicolas Dupont-Aignan                                                | Destra / Estrema destra    | - Nazionalismo francese - Conservatorismo nazionale - Gollismo - Euroscetticismo forte - Sovranismo - Populismo di destra                                               |                                                     | 2 / 1 880                |
|         |         | Cap Écologie (CÉ)                                                                                      | Corinne Lepage                                                       | Centro / Centro-sinistra   | - Ambientalismo - Liberalismo verde - Politica verde | Nuovo Fronte Popolare                               | 4 / 1 880                |
|         |         | Nouvelle Donne (ND)                                                                                    | Pierre Larrouturou, Aline Mouquet                                    | Sinistra                   | - Progressismo - Economia keynesiana - Federalismo europeo |                                                     | 2 / 1 880                |
|         |         | Lega del Sud (LS) Ligue du Sud                                                                         | Jacques Bompard                                                      | Estrema destra             | - Conservatorismo nazionale - Sovranismo - Identitarismo - Anti-globalizzazione - Regionalismo - Patriottismo - Localismo - Poujadismo - Conservatorismo liberale       |                                                     | 2 / 1 880                |
|         |         | I Localisti (LL) Les Localistes                                                                        | Hervé Juvin                                                          | Estrema destra             | - Identitarismo |                                                     | 2 / 1 880                |
|         |         | Unione Democratica Bretone (UDB) Union Démocratique Bretonne                                           | Lydie Massard, Pierre-Emmanuel Marais                                | Sinistra                   | - Autonomismo - Ambientalismo - Europeismo | Régions et Peuples Solidaires/Nuovo Fronte Popolare | 4 / 1 880                |

## Partiti non eletti
| Partito | Leader                                | Collocazione             | Ideologia principale                                                                           |
| --- | ------------------------------------- | ------------------------ | ---------------------------------------------------------------------------------------------- |
| Unione Popolare Repubblicana (UPR) Union Populaire Républicaine                                                                        | François Asselineau                   | Destra / Estrema destra  | - Nazionalismo francese - Euroscetticismo forte                                                |
| Comités Jeanne (CJ) | Jean-Marie Le Pen                     | Estrema destra           | - Nazionalismo - Euroscetticismo - Sovranismo                                                  |
| Alleanza Reale (AR) Alliance Royale | Pierre Bernard                        | Destra / Estrema destra  | - Monarchismo (Orléanismo) - Conservatorismo - Euroscetticismo                                 |
| Nuova Azione Realista (NAR) Nouvelle Action Royaliste                                                                                  | Bertrand Renouvin                     | Destra / Estrema destra  | - Monarchismo - Conservatorismo - Euroscetticismo - Gollismo                                   |
| Sinistra Rivoluzionaria (GR) Gauche Révolutionnaire                                                                                    |                                       | Estrema sinistra         | - Marxismo - Socialismo - Trotskismo                                                           |
| Partito Comunista degli Operai di Francia (PCOF) Parti Communiste des Ouvriers de France                                               |                                       | Estrema sinistra         | - Comunismo - Marxismo-Leninismo - Hoxhaismo - Antirevisionismo                                |
| Polo di Rinascita Comunista in Francia (PRCF) Pôle de Renaissance Communiste en France                                                 | Léon Landini                          | Estrema sinistra         | - Comunismo - Marxismo-Leninismo - Nazionalismo di sinistra                                    |
| Organizzazione Comunista Marxista-Leninista - Via Proletaria (OCML-VP) Organisation Communiste Marxiste-Léniniste – Voie Prolétarienne |                                       | Estrema sinistra         | - Comunismo - Marxismo-Leninismo-Maoismo                                                       |
| Partito Pirata (PP) Parti Pirate | Maxime Rouquet, Guillaume Lecoquierre | Sinistra                 | - Riforma sulla proprietà intellettuale - Protezione della privacy e della libertà individuale |
| Lotta Operaia (LO) Lutte Ouvrière | Nathalie Arthaud (portavoce)          | Estrema sinistra         | - Trotskismo - Internazionalismo - Femminismo                                                  |
| Partito dei Lavoratori (PT) Parti des Travailleurs                                                                                     |                                       | Estrema sinistra         | - Comunismo - Trotskismo - Lambertismo - Internazionalismo - Euroscetticismo                   |
| Unione Comunista Libertariana (UCL) Union Communiste Libertaire                                                                        |                                       | Estrema sinistra         | - Anarco-comunismo - Anarco-femminismo                                                         |
| Volt Francia | Cécile Richard, Adrien Copros         | Centro / Centro-sinistra | - Federalismo europeo - Liberalismo sociale - Progressismo - Europeismo                        |
| Solidarité et Progrès (SP) | Jacques Cheminade                     | Sinistra                 | - Euroscetticismo - LaRouchismo                                                                |

## Rivoluzione Francese
- Club dei Giacobini (Centro-sinistra / Sinistra / Estrema sinistra)
  - Girondini (Centro-sinistra[N 1][N 2][10][11][12])
  - La Pianura (Trasversale)
  - Montagnardi (Radicale)
  - Termidoriani (Centro)
- Club dei Cordiglieri (Sinistra / Estrema sinistra)
  - Hébertisti (Estrema sinistra)
- Club dei Foglianti
- Enragés (Estrema sinistra)
- Monarchici (Centro / Centro-destra)
- Club di Clichy (Destra)
- Bonapartisti (1815)

## Partiti storici
- Bonapartisti (1815, 1851–1889)
- Partito Socialista di Francia (1902)
- Partito Socialista Francese (1902)
- Partito Socialista Francese (1919)
- Partito Socialista di Francia – Unione Jean Jaurès
- Sezione Francese dell'Internazionale Operaia
- Alleanza Repubblicana Democratica
- Unione delle Forze Democratiche (1958–1960)
- Partito Agrario e Contadino Francese (1927–1939)
- Partito Repubblicano, Agrario e Sociale (1936–1940)
- Raggruppamento Nazional Popolare (1941–1945)
- Partito Contadino di Unione Sociale (1945–1951)
- I Nuovi Democratici (2020–2022)

### Annotazioni
1. ↑  Per l'epoca.
2. ↑  Il 1° ottobre 1791, i Girondini si sedettero accanto agli altri giacobini sul lato sinistro dell'Assemblea Nazionale. I gruppi parlamentari non hanno mai avuto uno status ufficiale e quindi gli storici tendono generalmente a stimare che le elezioni legislative francesi del 1791 abbiano dato luogo a una maggioranza di circa 350 deputati costituzionali moderati (la Pianura), a un'ala di destra composta da più di 250 foglianti (divisi in Fayettisti e Lametisti), e una sinistra in cui circa 136 deputati erano iscritti al gruppo giacobino (anche se lo stato maggiore girondino non era molto assiduo, preferendo i salotti), tra cui diversi provinciali (compresi Armand Gensonné, Marguerite-Élie Guadet e Pierre Victurnien Vergniaud, originari della Gironda, da cui il nome dei Girondini), con un piccolo gruppo di democratici più avanzati (Lazare Carnot, Georges Couthon e Jean-Baptiste Robert Lindet). I deputati della Pianura riuscirono a mantenere una certa velocità nei dibattiti, mentre i Girondini e i Montagnardi erano principalmente occupati ad assillare lo schieramento opposto.